# Carlos Tobar
Pour les articles homonymes, voir Tobar (homonymie).
Carlos R. Tobar (1853-1920) est un ancien ministre des affaires étrangères de l'Équateur dont la candidature a été envisagée pour le prix Nobel de la paix en 1909 pour la doctrine qui porte son nom.